# Festival di Berlino 2009

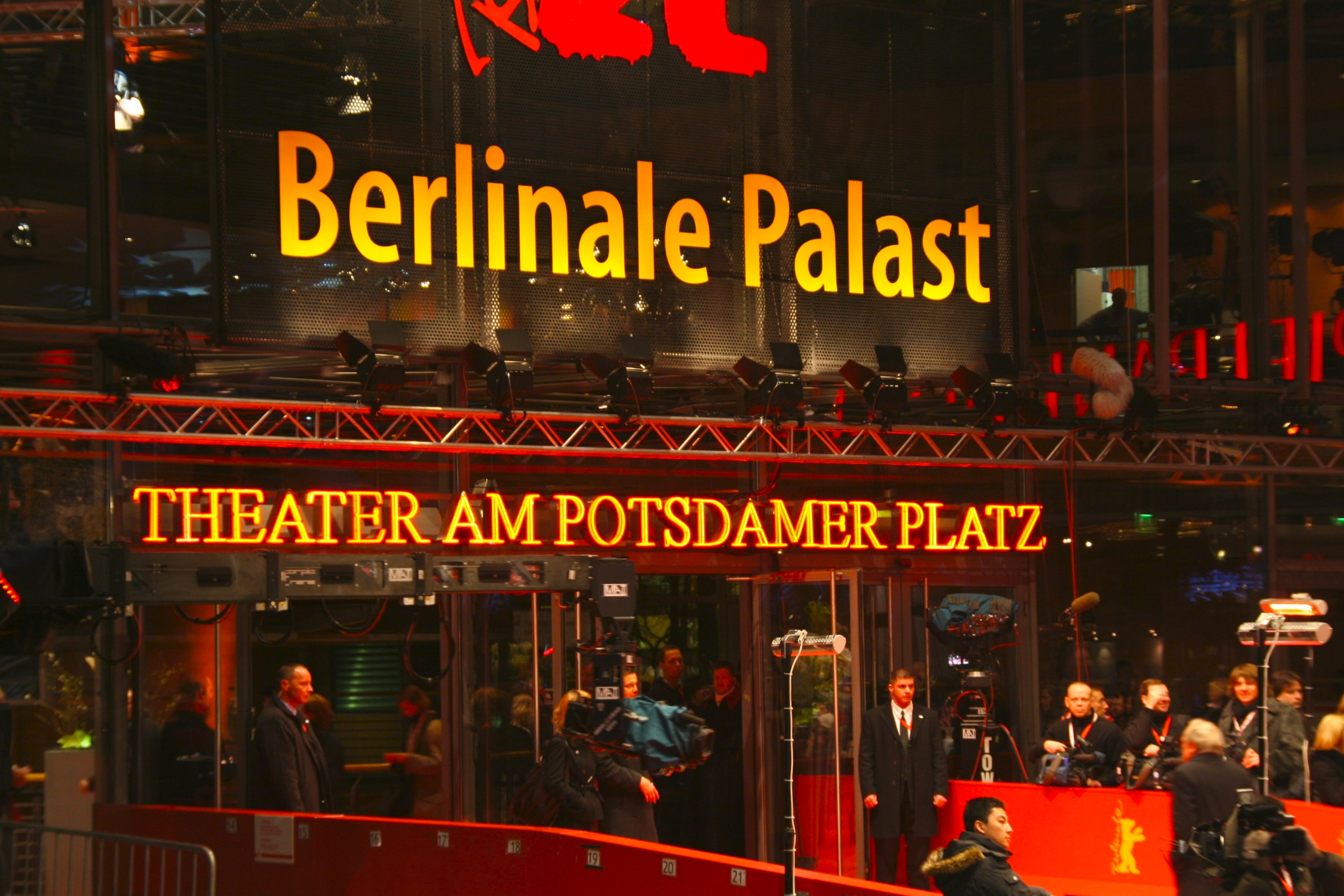
Il Theater am Potsdamer Platz nel quartiere di Tiergarten.

La 59ª edizione del Festival internazionale del cinema di Berlino si è svolta a Berlino dal 5 al 15 febbraio 2009, con il Theater am Potsdamer Platz come sede principale. Direttore del festival è stato per l'ottavo anno Dieter Kosslick.
L'Orso d'oro è stato assegnato al film Il canto di Paloma della regista peruviana Claudia Llosa.
L'Orso d'oro alla carriera è stato assegnato al musicista e compositore Maurice Jarre, al quale è stata dedicata la sezione "Homage", mentre la Berlinale Kamera è stata assegnata al produttore Günter Rohrbach e ai registi Claude Chabrol e Manoel de Oliveira.
Per la prima volta in questa edizione, uno dei cortometraggi in concorso è stato selezionato per concorrere agli European Film Awards.
Il festival è stato aperto da The International di Tom Tykwer, proiettato fuori concorso.
La retrospettiva di questa edizione, intitolata "70 mm - Bigger Than Life", è stata dedicata ai film realizzati nel formato in 70 millimetri.

## Giurie

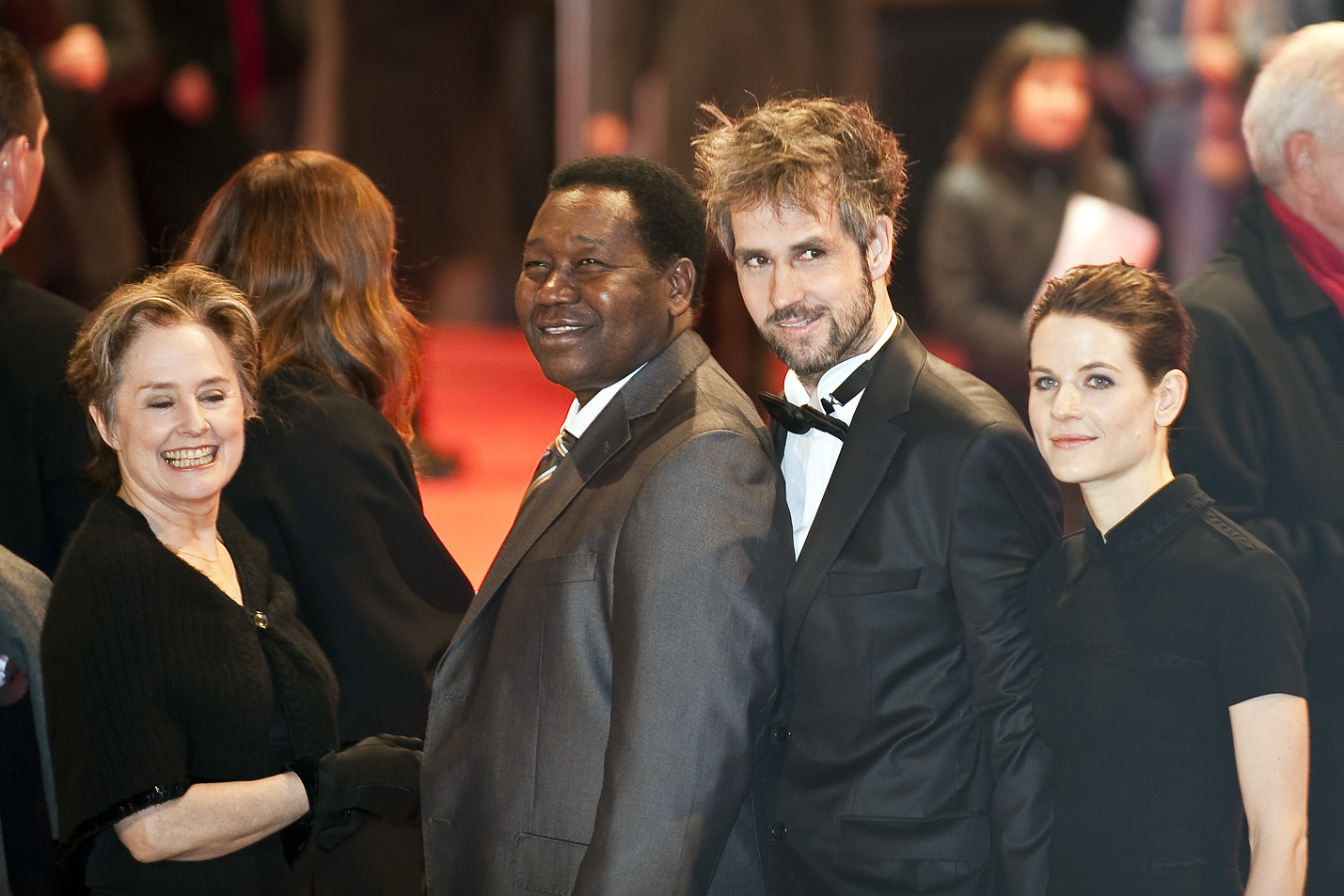
Da sinistra i membri della giuria internazionale Alice Waters, Gaston Kaboré e Christoph Schlingensief.

### Giuria internazionale
- Tilda Swinton, attrice (Regno Unito) - Presidente di giuria[6]
- Christoph Schlingensief, drammaturgo, regista e performance artist (Germania)
- Alice Waters, chef, ristoratrice e scrittrice (Stati Uniti)
- Wayne Wang, regista, sceneggiatore e produttore (Stati Uniti)
- Gaston Kaboré, regista, sceneggiatore e produttore (Burkina Faso)
- Isabel Coixet, regista e sceneggiatrice (Spagna)
- Henning Mankell, scrittore (Svezia)

### Giuria "Opera prima"
- In-Ah Lee, produttrice (Germania)[6]
- Rafi Pitts, regista, sceneggiatore e produttore (Iran)
- Hannah Herzsprung, attrice (Germania)

### Giuria "Cortometraggi"
- Lars Henrik Gass, direttore del Festival internazionale del cortometraggio di Oberhausen (Germania)[6]
- Arta Dobroshi, attrice (Kosovo)
- Khavn De La Cruz, cineasta, musicista e poeta (Filippine)

### Giurie "Generation"

#### Kinderjury/Jugendjury
Gli Orsi di cristallo sono stati assegnati da due giurie nazionali, la Kinderjury per la sezione "Kplus" e la Jugendjury per la sezione "14plus", composte rispettivamente da undici membri di 11-14 anni e sette membri di 14-18 anni selezionati dalla direzione del festival attraverso questionari inviati l'anno precedente.

#### Giuria internazionale
Nella sezione "Kplus" il Grand Prix e lo Special Prize sono stati assegnati da una giuria internazionale composta dalla produttrice Roshanak Behesht Nedjad (Germania), la regista Dana Nechushtan (Israele), il regista e produttore Greg Childs (Regno Unito), il regista, sceneggiatore e produttore Stephen Lance (Australia) e il regista e pedagogo Petr Koliha (Repubblica Ceca).

## Selezione ufficiale

### In concorso
- About Elly (Darbareye Elly), regia di Asghar Farhadi (Iran, Francia)
- Alle Anderen, regia di Maren Ade (Germania)
- Il canto di Paloma (La teta asustada), regia di Claudia Llosa (Perù, Spagna)
- Chéri, regia di Stephen Frears (Regno Unito, Francia, Germania)
- Forever Enthralled (Mei Lanfang), regia di Chen Kaige (Cina, Hong Kong)
- Gigante, regia di Adrián Biniez (Uruguay, Germania, Argentina, Paesi Bassi)
- Happy Tears, regia di Mitchell Lichtenstein (USA)
- L'occhio del ciclone - In the Electric Mist (In the Electric Mist), regia di Bertrand Tavernier (Francia, USA)
- Katalin Varga, regia di Peter Strickland (Romania, Regno Unito)
- Lille soldat, regia di Annette K. Olesen (Danimarca)
- London River, regia di Rachid Bouchareb (Regno Unito, Francia, Algeria)
- Mammoth, regia di Lukas Moodysson (Svezia, Danimarca, Germania)
- Oltre le regole - The Messenger (The Messenger), regia di Oren Moverman (USA)
- Rage, regia di Sally Potter (Regno Unito, USA)
- Ricky - Una storia d'amore e libertà (Ricky), regia di François Ozon (Francia, Italia)
- Storm, regia di Hans-Christian Schmid (Germania, Danimarca, Paesi Bassi)
- Tatarak, regia di Andrzej Wajda (Polonia)
- My One and Only, regia di Richard Loncraine (USA)

### Fuori concorso
- Deutschland 09 - 13 kurze Filme zur Lage der Nation, film collettivo (Germania)
- Verso l'Eden (Eden à l'Ouest), regia di Costa-Gavras (Francia, Grecia, Italia)
- La polvere del tempo (Trilogia II: I skoni tou hronou), regia di Theo Angelopoulos (Grecia, Italia, Germania, Russia, Francia)
- Notorious B.I.G. (Notorious), regia di George Tillman Jr. (USA)
- La Pantera Rosa 2 (The Pink Panther 2), regia di Harald Zwart (USA)
- The International, regia di Tom Tykwer (USA, Germania, Regno Unito, Francia)
- La vita segreta della signora Lee (The Private Lives of Pippa Lee), regia di Rebecca Miller (USA)
- The Reader - A voce alta (The Reader), regia di Stephen Daldry (USA, Germania)

### Cortometraggi
- 26.4, regia di Nathalie André (Belgio)
- BaDerech Hachutza, regia di Elad Pankovski (Israele)
- Birth, regia di Signe Baumane (Italia, USA)
- Bric-Brac, regia di Gabriel Achim (Romania)
- Buenas intenciones, regia di Ivan Martínez Lomelí (Messico)
- Contre-jour, regia di Christoph Girardet e Matthias Müller (Germania)
- Devyat prolyotov vmeste, regia di Aleksandr Karavayev (Russia)
- Diagnoz, regia di Myroslav Slaboshpytskyi (Ucraina)
- Havet, regia di Jöns Jönsson (Germania)
- The Illusion, regia di Susana Barriga (Cuba)
- The Island, regia di Trevor Anderson (Canada)
- Jade, regia di Daniel Elliott (Regno Unito)
- Kaïn, regia di Kristof Hoornaert (Belgio)
- Karai norte, regia di Marcelo Martinessi (Paraguay)
- Laitue, regia di Nicholas Brooks (Regno Unito)
- Die Leiden des Herrn Karpf - Der Geburtstag, regia di Lola Randl (Germania)
- Mama, L'Chaim!, regia di Elkan Spiller (USA, Germania)
- A Mango Tree in the Front Yard, regia di Pradeepan Raveendran (Francia)
- Musafir, regia di B.W. Purba Negara (Indonesia)
- Please Say Something, regia di David O'Reilly (Germania, Irlanda)
- Princess Margaret Blvd., regia di Kazik Radwanski (Canada)
- Der Prinz, regia di Petra Brix (Germania)
- Pure, regia di Jacob Bricca (USA)
- Renovare, regia di Paul Negoescu (Germania, Romania)
- Trip to the Wound, regia di Edwin (Indonesia)
- Vostok', regia di Jan Andersen (Francia)
- Vu, regia di Leila Albayaty (Belgio)

### Berlinale Special
- Adam Resurrected, regia di Paul Schrader (Germania, USA, Israele)
- An Education, regia di Lone Scherfig (Regno Unito, USA)
- Bai yin di guo, regia di Christina Yao (Cina, Taiwan, Hong Kong)
- Bellamy, regia di Claude Chabrol (Francia)
- Berlin - Ecke Bundesplatz, regia di Detlef Gumm e Hans-Georg Ullrich (Germania)
- Effi Briest, regia di Hermine Huntgeburth (Germania)
- Every Little Step, regia di Adam Del Deo e James D. Stern (USA)
- Food, Inc., regia di Robert Kenner (USA)
- Hilde, regia di Kai Wessel (Germania)
- In Berlin, regia di Michael Ballhaus e Ciro Cappellari (Germania)
- It Might Get Loud, regia di Davis Guggenheim (USA)
- John Rabe, regia di Florian Gallenberger (Francia, Cina, Germania)
- Pink, regia di Rudolf Thome (Germania)
- Singolarità di una ragazza bionda (Singularidades de uma Rapariga Loura), regia di Manoel de Oliveira (Portogallo, Spagna, Francia)
- Terra madre, regia di Ermanno Olmi (Italia)

### Panorama
- 575 Castro St., regia di Jenni Olson (USA)
- Absolute Evil, regia di Ulli Lommel (Germania, USA)
- Ander, regia di Roberto Castón (Spagna)
- An Englishman in New York, regia di Richard Laxton (Regno Unito)
- At Stake, regia di Ucu Agustin, Muhammad Ichsan, Lucky Kuswandi, Iwan Setiawan e Ani Ema Susanti (Indonesia)
- Barbe bleue, regia di Catherine Breillat (Francia)
- Berlin Is in Germany, regia di Hannes Stöhr (Germania)
- Blindsight, regia di Lucy Walker (Regno Unito)
- The Bone Man (Der Knochenmann), regia di Wolfgang Murnberger (Austria)
- Chan di chummi, regia di Khalid Gill (Germania, Pakistan)
- City of Borders, regia di Yun Suh (USA)
- Chan mat, regia di Ivy Ho (Hong Kong)
- La contessa (The Countess), regia di Julie Delpy (Francia, Germania, USA)
- Coyote, regia di Chema Rodríguez (Messico)
- Dongbei, dongbei, regia di Zou Peng (Cina)
- Ein Traum in Erdbeerfolie, regia di Marco Wilms (Germania)
- Elektrokohle (Von wegen), regia di Uli M. Schüppel (Germania)
- Das Ende des Schweins ist der Anfang der Wurst, regia di John Edward Heys (Germania)
- Endstation der Sehnsüchte, regia di Sung Hyung Cho (Germania, Corea del Sud)
- Fig Trees, regia di John Greyson (Canada)
- Fucking Different Tel Aviv, film collettivo (Germania, Israele)
- Il funzionario nudo (The Naked Civil Servant), regia di Jack Gold (Regno Unito)
- Garapa, regia di José Padilha (Brasile)
- Gevald, regia di Netalie Braun (Israele)
- Ghosted, regia di Monika Treut (Taiwan, Germania)
- Il giardino di limoni - Lemon Tree (Etz Limon), regia di Eran Riklis (Israele, Germania, Francia)
- The Good American, regia di Jochen Hick (Germania)
- Gururi no koto, regia di Ryosuke Hashiguchi (Giappone)
- High Life, regia di Gary Yates (Canada)
- Human Zoo, regia di Rie Rasmussen (Francia)
- Im toten Winkel - Hitlers Sekretärin, regia di André Heller e Othmar Schmiderer (Austria)
- La journée de la jupe, regia di Jean-Paul Lilienfeld (Francia, Belgio)
- Kashmir: Journey to Freedom, regia di Udi Aloni (USA, Israele)
- Knafayim Shvurot, regia di Nir Bergman (Israele)
- Laskar Pelangi, regia di Riri Riza (Indonesia)
- Little Joe, regia di Nicole Haeusser (USA)
- Mein Herz sieht die Welt schwarz - Eine Liebe in Kabul, regia di Helga Reidemeister (Germania)
- Milk, regia di Gus Van Sant (USA)
- Movimenti notturni (Tapage nocturne), regia di Catherine Breillat (Francia)
- El niño pez, regia di Lucía Puenzo (Argentina, Francia, Spagna)
- Nord, regia di Rune Denstad Langlo (Norvegia)
- Oi do chun, regia di Simon Chung (Hong Kong, Cina)
- Paper Dolls (Bubot Niyar), regia di Tomer Heymann (USA, Israele, Svizzera)
- Pedro, regia di Nick Oceano (USA)
- Queer Sarajevo Festival 2008, regia di Cazim Dervisevic e Masa Hilcisin (Bosnia Erzegovina)
- Rabioso sol, rabioso cielo, regia di Julián Hernández (Messico)
- Resident Alien, regia di Jonathan Nossiter (USA)
- Rückenwind, regia di Jan Krüger (Germania)
- Russia 88, regia di Pavel Bardin (Russia)
- Schläft ein Lied in allen Dingen, regia di Andreas Struck (Germania)
- The Shock Doctrine, regia di Mat Whitecross e Michael Winterbottom (Regno Unito)
- Short Cut to Hollywood, regia di Marcus Mittermeier e Jan Henrik Stahlberg (Germania)
- Solas, regia di Benito Zambrano (Spagna)
- Sólo quiero caminar, regia di Agustín Díaz Yanes (Spagna, Messico)
- Die Spielwütigen, regia di Andres Veiel (Germania)
- Strella, regia di Panos H. Koutras (Grecia)
- Tanjong rhu, regia di Junfeng Boo (Singapore)
- The Times of Harvey Milk, regia di Rob Epstein (USA)
- Uneasy Riders (Nationale 7), regia di Jean-Pierre Sinapi (Francia)
- Unmistaken Child, regia di Nati Baratz (Israele)
- Vai e vivrai (Va, vis et deviens), regia di Radu Mihăileanu (Francia, Israele, Belgio, Italia)
- Das Vaterspiel, regia di Michael Glawogger (Austria, Germania, Francia, Irlanda)
- Vingança, regia di Paulo Pons (Brasile)
- Welcome, regia di Philippe Lioret (Francia)
- When You're Strange, regia di Tom DiCillo (USA)
- White Lightnin', regia di Dominic Murphy (Regno Unito)
- Yang Yang, regia di Yu-Chieh Cheng (Taiwan)
- The Yes Men Fix the World, regia di Andy Bichlbaum e Mike Bonanno (Francia, Regno Unito, USA)

### Forum
- 16-18-4, regia di Tomonari Nishikawa (Giappone)
- Affectionately Known as Alex, regia di Danny Turken (Sudafrica)
- Aguas verdes, regia di Mariano De Rosa (Argentina)
- All Fall Down, regia di Philip Hoffman (Canada)
- Anamnesis, regia di Scott Miller Berry (Canada)
- Angels on our Shoulders, regia di Andy Spitz (Sudafrica)
- Araya, regia di Margot Benacerraf (Venezuela, Francia)
- Ascolta!, regia di Stephen Dwoskin (Regno Unito, Italia)
- Baraka, regia di Omelga Mthiyane, Riaan Hendricks e Marianne Gysae (Sudafrica)
- The Beast Stalker (Ching yan), regia di Dante Lam (Hong Kong)
- Beeswax, regia di Andrew Bujalski (USA)
- Block B, regia di Chris Chan Fui Chong (Canada, Malesia)
- The Burning Man, regia di Adze Ugah (Sudafrica)
- Calimucho, regia di Eugenie Jansen (Paesi Bassi)
- Cea mai fericită fată din lume, regia di Radu Jude (Paesi Bassi, Romania, Francia, Giappone)
- Un chat un chat, regia di Sophie Fillières (Francia)
- D'Arusha à Arusha, regia di Christophe Gargot (Francia, Canada)
- Deep in the Valley, regia di Atsushi Funahashi (Giappone)
- Dive Into Mankind, regia di Ria Pacquée (Belgio)
- Double Take, regia di Johan Grimonprez (Belgio, Paesi Bassi, Germania)
- L'encerclement - La démocratie dans les rets du néolibéralisme, regia di Richard Brouillette (Canada)
- Eo-tteon-gae-in-nal, regia di Suk-Gyung Lee (Corea del Sud)
- The Exploding Girl, regia di Bradley Rust Gray (USA)
- Face I und II, regia di Ludwig Schönherr (Germania Ovest)
- Generasi biru, regia di John de Rantau, Garin Nugroho e Dosy Omar (Indonesia)
- A Grim Fairy Tale, regia di Bonnie Devine (Canada)
- Hashmatsa, regia di Yoav Shamir (Israele, Danimarca, USA, Austria)
- Hayat Var, regia di Reha Erdem (Turchia, Grecia, Bulgaria)
- Heosuabideuleui ddang, regia di Roh Gyeong-tae (Corea del Sud, Francia)
- Historia Shel Hakolnoah Israeli, regia di Raphaël Nadjari (Israele, Francia)
- A Horse Is Not a Metaphor, regia di Barbara Hammer (USA)
- H:r Landshövding, regia di Måns Månsson (Svezia, Finlandia)
- Jang-rye-shik-eui-mem-beo, regia di Baek Seung-bin (Corea del Sud)
- Kan door huid heen, regia di Esther Rots (Paesi Bassi)
- Die koreanische Hochzeitstruhe, regia di Ulrike Ottinger (Corea del Sud, Germania)
- Kröten, regia di Milena Gierke (Germania)
- Langsamer Sommer, regia di Michael Pilz (Austria)
- Letters to the President, regia di Petr Lom (Canada, Francia)
- Lint Lent Land, regia di Isabell Spengler (Germania)
- Love Exposure (Ai no mukidashi), regia di Sion Sono (Giappone)
- Lunch Break, regia di Sharon Lockhart (USA)
- Ma dai fu de zhen suo, regia di Cong Feng (Cina)
- Man tänker sitt, regia di Henrik Hellström e Fredrik Wenzel (Svezia)
- Marin Blue, regia di Matthew Hysell (USA)
- Material, regia di Thomas Heise (Germania)
- Materialfilm Performance Ein 35mm Cinemascope Expanded Cinema Event, regia di Wilhelm Hein (Germania)
- Meotjin haru, regia di Lee Yoon-ki (Corea del Sud)
- Mitte Ende August, regia di Sebastian Schipper (Germania)
- Muboubi, regia di Masahide Ichii (Giappone)
- Ne me libérez pas, je m'en charge, regia di Fabienne Godet (Francia)
- Na-moo-eobs-neun san, regia di So Yong Kim (USA, Corea del Sud)
- New York. Ein visuelles Arbeitstagebuch, regia di Ludwig Schönherr (Germania Ovest)
- Out In The Light, regia di Martin Ebner, Katja Eydel e Klaus Weber (Germania)
- Polamuang Juling, regia di Kraisak Choonhavan, Ing K. e Manit Sriwanichpoom (Thailandia)
- Puccini conservato, regia di Michael Snow (Italia, Canada)
- Rachel, regia di Simone Bitton (Francia, Belgio)
- Sanctus, regia di Barbara Hammer (USA)
- Schwitzkasten, regia di John Cook (Austria)
- Seishin, regia di Kazuhiro Sôda (Giappone, USA)
- Semaan Bil Day'ia, regia di Simon El Habre (Libano)
- Sense of Architecture, regia di Heinz Emigholz (Germania)
- La sirena y el buzo, regia di Mercedes Moncada Rodríguez (Spagna, Messico)
- Soul Power, regia di Jeffrey Kusama-Hinte (USA)
- Soundless Wind Chime, regia di Kit Hung (Hong Kong, Svizzera, Germania)
- Still Point, regia di Barbara Hammer (USA)
- Sumasshedshaya pomoshch, regia di Boris Khlebnikov (Russia)
- Sweetgrass, regia di Ilisa Barbash e Lucien Castaing-Taylor (Francia, Regno Unito, USA)
- The Story Of Apanatschi And Her Redheaded Wrestler, regia di Bear Witness (Canada)
- Triangulum, regia di Melissa Dullius e Gustavo Jahn (Germania, Egitto, Brasile)
- Das Unbekannte Hamburg, regia di Ludwig Schönherr (Germania Ovest)
- V2 (Puccini), regia di Christian Lebrat (Francia)
- Vital Signs, regia di Barbara Hammer (USA)
- War Pony, regia di Keesic Douglas (Canada)
- When It Was Blue, regia di Jennifer Todd Reeves (USA, Islanda)
- Winterstilte, regia di Sonja Wyss (Paesi Bassi)
- Die wundersame Welt der Waschkraft, regia di Hans-Christian Schmid (Germania)
- Zoom Doku, regia di Ludwig Schönherr (Germania Ovest)
- Zum Vergleich, regia di Harun Farocki (Austria, Germania)
- Zwei Indianer aus Winnipeg, regia di Darryl Nepinak (Canada)

### Generation
- Afterschool, regia di Antonio Campos (USA)
- Akbulak, regia di Tatiana Korol (Regno Unito)
- Ali & the Ball, regia di Alex Holmes (Australia)
- Aphrodite's Farm, regia di Adam Strange (Nuova Zelanda)
- Blooming in Spring, regia di Jung Ji-Yeon (Corea del Sud)
- Bronx Princess, regia di Yoni Brook e Musa Syeed (USA)
- Cathrine, regia di Mads Matthiesen (Danimarca)
- C'est pas moi, je le jure!, regia di Philippe Falardeau (Canada)
- Cherrybomb, regia di Lisa Barros D'Sa e Glenn Leyburn (Regno Unito)
- Cocoon Child, regia di Sonja Rohleder (Germania)
- Eagle Hunter's Son, regia di René Bo Hansen (Germania, Svezia, Danimarca)
- Eynayim Sheli, regia di Avishag Leibovich (Israele)
- Five Miles Out, regia di Andrew Haigh (Regno Unito)
- Flickan, regia di Fredrik Edfeldt (Svezia)
- Gagma napiri, regia di George Ovashvili (Georgia, Kazakistan)
- Gun Lala de qiang, regia di Jingwu Ning (Cina)
- Los herederos, regia di Eugenio Polgovsky (Messico)
- Het zusje van Katia, regia di Mijke de Jong (Paesi Bassi)
- Hokus-Pokus, regia di Anna Bergmann (Germania)
- I Know You Know, regia di Justin Kerrigan (Regno Unito)
- Invisible Loneliness, regia di Lin Jung-hsien (Taiwan)
- I taket lyser stjärnorna, regia di Lisa Siwe (Svezia)
- Jerrycan, regia di Julius Avery (Australia)
- Kad aboli ripo, regia di Reinis Kalnaellis (Lettonia)
- Kdopak by se vlka bál, regia di Maria Procházková (Repubblica Ceca)
- Kehua, regia di Wiremu Grace (Nuova Zelanda)
- De kleine kraai met blote billen, regia di Raimke Groothuizen (Paesi Bassi)
- Letti sfatti (Unmade Beds), regia di Alexis Dos Santos (Regno Unito)
- Lippels Traum, regia di Lars Büchel (Germania)
- Maggie and Mildred, regia di Holly Klein (USA)
- Maima dolgozhdanniy, regia di Inga Korzhneva (Russia)
- Mamma Mu och Kråkan, regia di Igor Veichtaguin (Germania, Ungheria, Svezia)
- Mary and Max, regia di Adam Elliot (Australia)
- Max Pinlig, regia di Lotte Svendsen (Danimarca)
- Meine erste Hochzeit, regia di Ralf Kukula (Germania)
- Miao Miao, regia di Cheng Hsiao-tse (Hong Kong, Taiwan)
- Mommo, regia di Atalay Tasdiken (Turchia)
- Musen, regia di Pil Maria Gunnarsson (Danimarca)
- My Suicide, regia di David Lee Miller (USA)
- Netherland Dwarf, regia di David Michôd (Australia)
- Niloofar, regia di Sabine El Gemayel (Francia)
- Oh, My God!, regia di Anne Sewitsky (Norvegia)
- Prick och Fläck snöar in, regia di Lotta Geffenblad e Uzi Geffenblad (Svezia)
- Ralph, regia di Alex Winckler (Regno Unito)
- The Secret of Kells, regia di Tomm Moore e Nora Twomey (Francia, Belgio, Irlanda)
- Slavar, regia di David Aronowitsch e Hanna Heilborn (Svezia, Norvegia, Danimarca)
- Snijeg, regia di Aida Begić (Bosnia Erzegovina, Germania, Francia, Iran)
- Sorasoi, regia di Katsuhito Ishii, Shunichiro Miki e Yûka Ohsumi (Giappone)
- The Strength of Water, regia di Armagan Ballantyne (Nuova Zelanda, Germania)
- Summer Breaks, regia di Sean Kruck (Australia)
- Teenage Response, regia di Eleni Ampelakiotou (Germania)
- Tomorrow, regia di Simon Portus (Australia)
- Top Girl, regia di Rebecca Johnson (Regno Unito)
- Ulybka Buddy, regia di Bair Dyshenov (Russia)
- Varmints, regia di Marc Craste (Regno Unito)
- Voy a explotar, regia di Gerardo Naranjo (Messico, USA)
- Yalda Gdola, regia di Dana Pollig (Israele)

### Perspektive Deutsches Kino
- Achterbahn, regia di Peter Dörfler (Germania)
- Der Tag, an dem ich meinen toten Mann traf, regia di Matthias Luthardt (Germania)
- Distanz, regia di Thomas Sieben (Germania)
- Dorfpunks, regia di Lars Jessen (Germania)
- Fliegen, regia di Piotr J. Lewandowski (Germania)
- Für Miriam, regia di Lars-Gunnar Lotz (Germania)
- Gitti, regia di Anna Deutsch (Germania)
- Hans im Glück, regia di Claudia Lehmann (Germania)
- Höllenritt, regia di Martin Busker (Germania)
- Jedem das Seine, regia di Stefan Schaller (Germania)
- Nur für einen Augenblick, regia di Abel Lindner (Germania)
- Polar, regia di Michael Koch (Germania, Svizzera)
- Universalove, regia di Thomas Woschitz (Austria, Lussemburgo, Serbia)
- Wir sind schon mittendrin, regia di Elmar Szücs (Germania)

### Retrospettiva
- 2001: Odissea nello spazio (2001: A Space Odyssey), regia di Stanley Kubrick (Regno Unito, USA)
- Gli ammutinati del Bounty (Mutiny on the Bounty), regia di Lewis Milestone (USA)
- Året gjennom Børfjord, regia di Morten Skallerud (Norvegia)
- Baraka, regia di Ron Fricke (USA)
- Ben-Hur, regia di William Wyler (USA)
- Cleopatra, regia di Joseph L. Mankiewicz (USA, Regno Unito, Svizzera)
- Dnevnye zvyozdy, regia di Igor' Talankin (Unione Sovietica)
- Un giorno... di prima mattina (Star!), regia di Robert Wise (USA)
- Goya - oder Der arge Weg der Erkenntnis, regia di Konrad Wolf (Germania Est, Unione Sovietica, Bulgaria, Jugoslavia)
- Il grande sentiero (Cheyenne Autumn), regia di John Ford (USA)
- Guerra e pace (Voyna i mir), regia di Sergej Bondarčuk (Unione Sovietica)
- Hello, Dolly!, regia di Gene Kelly (USA)
- Khartoum, regia di Basil Dearden (Regno Unito)
- Lord Jim, regia di Richard Brooks (Regno Unito, USA)
- Le mariage de Fanny, regia di Olivier L. Brunet (Francia)
- The Miracle of Todd-AO, regia di Juan C. Hutchison (USA)
- Optimisticheskaya tragediya, regia di Samson Samsonov (Unione Sovietica)
- Patton, generale d'acciaio (Patton), regia di Franklin J. Schaffner (USA)
- Sky Over Holland, regia di John Fernhout (Paesi Bassi)
- Storia degli anni di fuoco (Povest plamennykh let), regia di Julija Solnceva (Unione Sovietica)
- Tempo di divertimento (Playtime), regia di Jacques Tati (Francia, Italia)
- Tutti insieme appassionatamente (The Sound of Music), regia di Robert Wise (USA)
- Viaggio indimenticabile (Flying Clipper - Traumreise unter weissen Segeln), regia di Hermann Leitner e Rudolf Nussgruber (Germania Ovest)
- West Side Story, regia di Jerome Robbins e Robert Wise (USA)

### Homage
- La figlia di Ryan (Ryan's Daughter), regia di David Lean (Regno Unito)
- Lawrence d'Arabia (Lawrence of Arabia), regia di David Lean (Regno Unito, USA)

### Eat, Drink See Movies
- Buono come il pane, regia di Giancarlo Matcovich (Italia)
- Cuisine, regia di François Vogel (Francia)
- Dieta Mediterranea (Dieta mediterránea), regia di Joaquín Oristrell (Spagna)
- Haïti chérie, regia di Claudio Del Punta (Italia)
- Lo que trae la lluvia, regia di Alejandro Fernández Almendras (Cile)
- Nos enfants nous accuseront, regia di Jean-Paul Jaud (Francia)
- Pirate for the Sea, regia di Ronald Colby (USA)
- Plac, regia di Ana Husman (Croazia)
- Pranzo di ferragosto, regia di Gianni Di Gregorio (Italia)
- Sayangkoldong yangkwajajeom aentikeu, regia di Min Kyu-dong (Corea del Sud)
- Silent Snow, regia di Jan van den Berg (Paesi Bassi, Uganda, India, Norvegia, Tanzania, Costa Rica, Mozambico, Groenlandia)
- What's on Your Plate?, regia di Catherine Gund (USA)

## Premi

### Premi della giuria internazionale
- Orso d'oro per il miglior film: Il canto di Paloma di Claudia Llosa
- Orso d'argento per il miglior regista: Asghar Farhadi per About Elly
- Orso d'argento per la migliore attrice: Birgit Minichmayr per Alle Anderen
- Orso d'argento per il miglior attore: Sotigui Kouyate per London River
- Orso d'argento per la migliore sceneggiatura: Oren Moverman e Alessandro Camon per Oltre le regole - The Messenger
- Orso d'argento per il miglior contributo artistico: György Kovács, Gábor ifj. Erdélyi e Tamás Székely per il sonoro di Katalin Varga
- Orso d'argento, gran premio della giuria: ex aequo Alle Anderen di Maren Ade e Gigante di Adrián Biniez
- Premio Alfred Bauer: ex aequo Gigante di Adrián Biniez e Sweet Rush di Andrzej Wajda

### Premi onorari
- Orso d'oro alla carriera: Maurice Jarre
- Berlinale Kamera: Claude Chabrol, Manoel de Oliveira, Günter Rohrbach

### Premi della giuria "Opera prima"
- Miglior opera prima: Gigante di Adrián Biniez
- Menzione speciale: Flickan di Fredrik Edfeldt

### Premi della giuria "Cortometraggi"
- Orso d'oro per il miglior cortometraggio: Please Say Something di David O'Reilly
- Orso d'argento, premio della giuria (cortometraggi): Jade di Daniel Elliott
- Berlin Short Film Nominee for the European Film Awards: Die Leiden des Herrn Karpf - Der Geburtstag di Lola Randl
- DAAD Short Film Prize: The Illusion di Susana Barriga
- Menzione speciale: Vu di Leila Albayaty e Contre-jour di Christoph Girardet e Matthias Müller

### Premi delle giurie "Generation"
- Children's Jury Generation Kplus
- Orso di cristallo per il miglior film: C'est pas moi, je le jure! di Philippe Falardeau
- Menzione speciale: Max Pinlig di Lotte Svendsen
- Orso di cristallo per il miglior cortometraggio: Ulybka Buddy di Bair Dyshenov
- Menzione speciale: Oh, My God! di Anne Sewitsky

- International Jury Generation Kplus
- Grand Prix per il miglior film: C'est pas moi, je le jure! di Philippe Falardeau
- Menzione speciale: Flickan di Fredrik Edfeldt
- Special Prize per il miglior cortometraggio: Oh, My God! di Anne Sewitsky
- Menzione speciale: Jerrycan di Julius Avery

- Youth Jury Generation 14plus
- Orso di cristallo per il miglior film: My Suicide di David Lee Miller
- Menzione speciale: Mary and Max di Adam Elliot
- Orso di cristallo per il miglior cortometraggio: Aphrodite's Farm di Adam Strange
- Menzione speciale: Slavar di David Aronowitsch e Hanna Heilborn

### Premi delle giurie indipendenti
- Guild Prize: Storm di Hans-Christian Schmid
- Peace Film Prize: Oltre le regole - The Messenger di Oren Moverman
- Label Europa Cinemas: ex aequo Nord di Rune Denstad Langlo e Welcome di Philippe Lioret
- Premio Caligari: Love Exposure di Sion Sono
- Amnesty International Film Prize: Storm di Hans-Christian Schmid
- Femina Film Prize: Silke Fischer per le scenografie di Alle Anderen
- NETPAC Prize: ex aequo Ma dai fu de zhen suo di Cong Feng e Eo-tteon-gae-in-nal di Suk-Gyung Lee
- Dialogue en Perspective: Gitti di Anna Deutsch
  - Menzione speciale: Polar di Michael Koch
- Actors Award: Franziska Petri per Für Miriam e Jacob Matschenz per Fliegen
- Premio della giuria ecumenica:
  - Competizione: Lille soldat di Annette K. Olesen
  - Menzione speciale: London River di Rachid Bouchareb
  - Menzione speciale: My One and Only di Richard Loncraine
  - Panorama: Welcome di Philippe Lioret
  - Forum: Na-moo-eobs-neun san di So Yong Kim
- Premio FIPRESCI:
  - Competizione: Il canto di Paloma di Claudia Llosa
  - Panorama: Nord di Rune Denstad Langlo
  - Forum: Love Exposure di Sion Sono
- Premio CICAE:
  - Panorama: Ander di Roberto Castón
  - Forum: Cea mai fericită fată din lume di Radu Jude
- Teddy Award:
  - Miglior lungometraggio: Rabioso sol, rabioso cielo di Julián Hernández
  - Miglior documentario: Fig Trees di John Greyson
  - Miglior cortometraggio: A Horse Is Not a Metaphor di Barbara Hammer
  - Premio dei lettori di Siegessäule: City of Borders di Yun Suh
  - Premio speciale: Joe Dallesandro, John Hurt

### Premi dei lettori e del pubblico
- Premio del pubblico (Panorama): The Yes Men Fix the World di Andy Bichlbaum e Mike Bonanno
- Premio dei lettori del Berliner Mongerpost: Storm di Hans-Christian Schmid
- Premio dei lettori del Tagesspiegel: Hayat Var di Reha Erdem